# DJDS
DJDS (vormals DJ Dodger Stadium) ist ein amerikanisches Musik- und DJ-Duo, bestehend aus Jerome Potter und Sam Griesemer aus Los Angeles, Kalifornien.

## Geschichte
2011 gründeten sie die Plattenlabel Body High. 2014 veröffentlichten sie ihr Debütalbum Friend of Mine. Das Album wurde vom Pitchfork Magazine gelobt und erhielt eine Punktzahl von 8.0. 2016 veröffentlichten sie ihr zweites Album "Stand Up And Speak".
DJDS versicherte ihre Produktion an Kanye Wests Album The Life of Pablo, arbeitend an den Songs "Ultralight Beam", "Fade", "Father Stretch Pt. 1", "Freestyle 4" und Low Lights. Sie erhielten eine Nominierung für den Grammy des besten Rap-Songs für "Ultralight Beam".
Juli 2017 veröffentlichte DJDS den Song "Trees On Fire" featuring Amber Mark und Marco McKinnis. Es wurde von Pitchfork "Best New Track" genannt.
August 2017 veröffentlichte DJDS ihre Single "Why Don't You Come On" featuring Khalid und Empress Of. März 2018 veröffentlichten sie ihre Single "No Pain" featuring Khalid, Charlie Wilson und Charlotte Day Wilson.
Mai 2018 veröffentlichte DJDS ihr drittes Studioalbum, Big Wave More Fire.
Am 21. März 2019 veröffentlichten sie zusammen mit Burna Boy eine Überraschungs-EP mit dem Titel Steel & Copper.

## Diskografie

### Alben
- Friend of Mine (2014)
- Stand Up And Speak (2016)
- Big Wave More Fire (2018)[11]

### Erweiterte Plays
- Stadium Status (2011)
- Steel & Copper (mit Burna Boy) (2019)

### Singles
| Titel                                                     | Jahr | Chartplatzierung |
| Titel                                                     | Jahr | US Dance         |
| --------------------------------------------------------- | ---- | ---------------- |
| "Why Don't You Come On" (featuring Khalid und Empress Of) | 2017 | 30               |